# Cantone di Châteauneuf-Côte-Bleue
Il Cantone di Châteauneuf-Côte-Bleue era una divisione amministrativa dell'arrondissement di Istres.
A seguito della riforma approvata con decreto del 18 febbraio 2014, che ha avuto attuazione dopo le elezioni dipartimentali del 2015, è stato soppresso.

## Composizione
Comprendeva i comuni di:
- Carry-le-Rouet
- Châteauneuf-les-Martigues
- Ensuès-la-Redonne
- Gignac-la-Nerthe
- Le Rove
- Sausset-les-Pins